# ماکو (شخصیت)
ماکو (به انگلیسی: Mako) یک شخصیت داستانی در مجموعهٔ پویانمایی تلویزیونی افسانه کورا از نیکلودئون است که از سال ۲۰۱۲ تا ۲۰۱۴ پخش شد. این شخصیت و سریال، دنباله‌ای برای آواتار: آخرین بادافزار، توسط مایکل دانته دی‌مارتینو و برایان کونیتزکو خلق شدند. صداپیشگی او بر عهده دیوید فاستینو است. از آنجایی که ماکو یک آتش‌افزار است، می‌تواند عنصر سنتی آتش را ایجاد و مهار کند. ماکو همچنین توانایی تولید و هدایت آذرخش را دارد. این شخصیت به افتخار ماکو ایواماتسو فقید نامگذاری شد که در دو فصل اول آواتار: آخرین بادافزار، صداپیشگی آیرو، یک شخصیت مکمل اصلی را بر عهده داشت.